# Salsola longifolia
Salsola longifolia är en amarantväxtart som beskrevs av Peter Forsskål. Salsola longifolia ingår i släktet sodaörter, och familjen amarantväxter. Inga underarter finns listade i Catalogue of Life.